# Tinodes achaemenides
Tinodes achaemenides är en nattsländeart som beskrevs av Malicky och Chantaramongkol 1996. Tinodes achaemenides ingår i släktet Tinodes och familjen tunnelnattsländor. Inga underarter finns listade i Catalogue of Life.